# Жоржи Амаду
Жоржи Амаду ди Фария (на португалски: Jorge Amado de Faria) е бразилски писател. Обикновено причисляван към течението на модернизма, той се свързва с магическия реализъм.

## Биография
Жоржи Амаду е роден на 10 август 1912 г. във ферма във Ферадас, днес част от град Итабуна в югоизточната част на щата Баия. Година по-късно семейството му се премества в Илеус, където той прекарва детството си. По-късно посещава гимназия в Салвадор, столицата на щата. През този период започва да сътрудничи на няколко списания и се включва в литературния живот на града.
Амаду публикува първия си роман „O País do Carnaval“ през 1931 г., когато е само на 18 години. Той се жени за Матилде Гарсия Роза и през 1933 г. им се ражда дъщеря, Лила. През същата година издава втория си роман „Cacau“, който увеличава популярността му. Връзките на Жоржи Амаду с левицата го поставят в немилост пред режима на Жетулиу Варгас. През 1935 г. е арестуван за първи път, а през 1937 г. негови книги са подложени на публични изгаряния. Те са забранени и в Португалия, но постигат голям успех в други европейски страни, особено след публикуването на „Jubiabá“ във Франция.
Между 1941 и 1942 г. Жоржи Амаду живее в изгнание в Аржентина и Уругвай. След завръщането си в Бразилия се разделя със съпругата си. През 1945 г. е избран за депутат в Националното конституционно събрание, като кандидат на Бразилската комунистическа партия. През същата година се жени повторно за писателката Зелия Гатаи, а през 1947 г. им се ражда син, Жуау Жоржи.
През 1947 г. Бразилската комунистическа партия е забранена, а членовете ѝ са подложени на преследвания. Жоржи Амаду заминава за Франция, където остава до 1950 г. През 1949 г. умира дъщеря му Лила. От 1950 до 1952 г. той живее в Чехословакия, където се ражда втората му дъщеря, Палома. По това време той пътува до Съветския съюз, където получава Сталинска награда за мир през 1951 г.
След завръщането си в Бразилия през 1955 г. Амаду се оттегля от политическия живот, а на следващата година напуска Бразилската комунистическа партия. През 1958 г. издава „Gabriela, Cravo e Canela“, която поставя началото на нов период в творчеството му. Той донякъде се отдръпва от реализма и социалните сюжети от по-ранните си книги. Описанието на сексуалните нрави в родната му страна предизвиква такъв скандал, че в продължение на няколко години той не може да се върне в Илеуш, мястото, където се развива действието на книгата.
През 1961 г. Жоржи Амаду е избран за член на Бразилската литературна академия. През следващите години популярността му по света не намалява. Книгите му са преведени на десетки езици, адаптирани са за филми, театрални постановки и телевизионни програми.
Жоржи Амаду умира в Салвадор, Бразилия на 6 август 2001 г.